# Обласні автомобільні шляхи Донецької області
Обласні автомобільні дороги Донецької області — автомобільні шляхи обласного значення, що проходять територією  Донецької області України. Список включає усі дороги місцевого значення області, головним критерієм для визначення порядку слідування елементів є номер дороги у переліку.